# Цукрист бірюзовий
Цукри́ст бірюзовий (Dacnis hartlaubi) — вид горобцеподібних птахів родини саякових (Thraupidae). Ендемік Колумбії. Вид названий на честь німецького зоолога Карла Хартлауба.

## Опис
Довжина птаха становить 11 см. Виду притаманний статевий диморфізм. Самці мають бірюзово-блакитне забарвлення, на убличчі у них чорна "маска", горло, спина, крила і хвіст чорні. У самиць верхня частина тіла темно-коричнева, горло і груди сірувато-жовті, живіт жовтуватий, крила мають рудуваті края. Очі жовті, лапи темно-сірі

## Поширення і екологія
Бірюзові цукристи локально поширені в Колумбійських Андах. Вони живуть у вологих гірських, рівнинних і заболочених тропічних лісах та на плантаціях. Зустрічаються на висоті від 300 до 2845 м над рівнем моря, переважно на висоті від 1350 до 2200 м над рівнем моря. Живляться дрібними плодами і комахами.

## Збереження
МСОП класифікує цей вид як вразливий. За оцінками дослідників, популяція бірюзових цукристів становить від 3500 до 15000 птахів. Їм загрожує знищення природного середовища.